# Legija smrti
Legija smrti je bila slovenska protikomunistična vojaška enota velikosti polka, ki je bila med drugo svetovno vojno del Prostovoljne protikomunistične milice in se bojevala na strani italijanskih okupacijskih sil. Prve enote so se začele organizirati maja 1942, od članov Slovenske legije, Sokolske in Narodne legije, ter  slovenskimi privrženci četniškega vodje, Draže Mihailovića. Ko je Mussolini odobril ponudbo Slovenske ljudske stranke za vojno kolaboracijo proti partizanom, so julija 1942 fašistične oblasti ustanovile Prostovoljno protikomunistično milico (PPKM/MVAC, znano tudi kot Vaške straže), ki je delovala pod poveljstvom italijanske vojske. Legija smrti se je tedaj pridružila PPKM, kot največja enota.
Legija je bila sestavljena iz treh bataljonov (1., 2. in 3. bataljona PPKM/MVAC), nastala pa je leta 1942 iz lažnega Štajerskega bataljona, enote slovenskih četnikov, ki je delovala na Dolenjskem. V vsakem od treh bataljonov je bilo po okrog 250 četnikov. Prvi bataljon, ki mu je poveljeval srbski kapetan (stotnik) Dobrivoje Vasiljević - Iztok, so sestavljale vaške straže v Polhograjskih Dolomitih, drugi bataljon, ki mu je poveljeval kapetan Milan Kranjc, se je nastanil v Brezovici, tretji bataljon pa na Suhorju na Gorjancih. Enota je bila bojno dokaj uspešna, kasneje pa je začelo prihajati do trenj med poveljujočimi častniki (častniki vojske Kraljvine Jugoslavije) in borci, ki so bili po večini domačini, rekrutirani v vaške straže. Stanje v legiji se je izboljšalo v jeseni 1942, ko je vanjo prišlo pet kuratov. Oktobra 1942 je Legija smrti štela skupaj 1.731 pripadnikov (1. bataljon – 665, 2. bataljon – 650 in 3. bataljon 416 mož).
V Legiji smrti so bile takrat združene različne politične in vojaške klike. Legijo smrti je sestavljalo članstvo Katoliške akcije, Glavačevci, Stražarji in četniki, najbolj militantna pa je bila glavačeva frakcija, ki je v nekem sporu celo ubila dva četniška častnika.

## Poraz 3. bataljona in propad Legije
3. bataljon legije, ki je imel sedež na Suhorju pri Metliki je kmalu postal cilj napada Narodnoosvobodilne vojske in partizanskih odredov Slovenije. Partizansko vodstvo je nameravalo enoto uničiti s hitro akcijo. V noči na 27. november 1942 sta tako Suhor napadli 5. slovenska narodnoosvobodilna udarna brigada »Ivan Cankar« in 13. hrvaška brigada in Vzhodnodolenjski odred. Napad je uspel, pri tem pa so partizanske enote ubile 16 in ujele 91 legionarjev. Poleg legionarjev so aretirali tudi več prebivalcev Suhorja, ujetnike pa so odpeljali v Popoviče pod Gorjanci. Tam so po zaslišanju na smrt obsodili in likvidirali osem ljudi, med katerimi je bil tudi poveljnik prvega bataljona, Dobrivoje Vasiljević - Iztok.
Legija smrti je s tem izgubila svojo udarno moč in je do kapitulacije Italije izvajala le še povsem obrambne naloge. V jeseni 1943 je preostanek Legije pod vodstvom Vuka Rupnika, sina Leona Rupnika, odšel v Brežice, na nemško ozemlje. Večina njenih pripadnikov se je potem priključila slovenskemu domobranstvu, na partizanskem ozemlju pa so mnoge preživele pripadnike v svoje enote vključili tudi partizani.